# میلان (مینه‌سوتا)
میلان، مینه‌سوتا (به انگلیسی: Milan, Minnesota) یک شهر در ایالات متحده آمریکا است که در Chippewa County واقع شده‌است.

## خصوصیات
میلان ۳٫۱۹ کیلومترمربع مساحت و ۳۶۹ نفر جمعیت دارد و ۳۱۴ متر بالاتر از سطح دریا واقع شده‌است.